# Château de Bertichères
Le château de Bertichères est un château Renaissance, situé sur la commune de Chaumont-en-Vexin dans le département de l'Oise et inscrit au titre des monuments historiques en 1999. 

## Le château

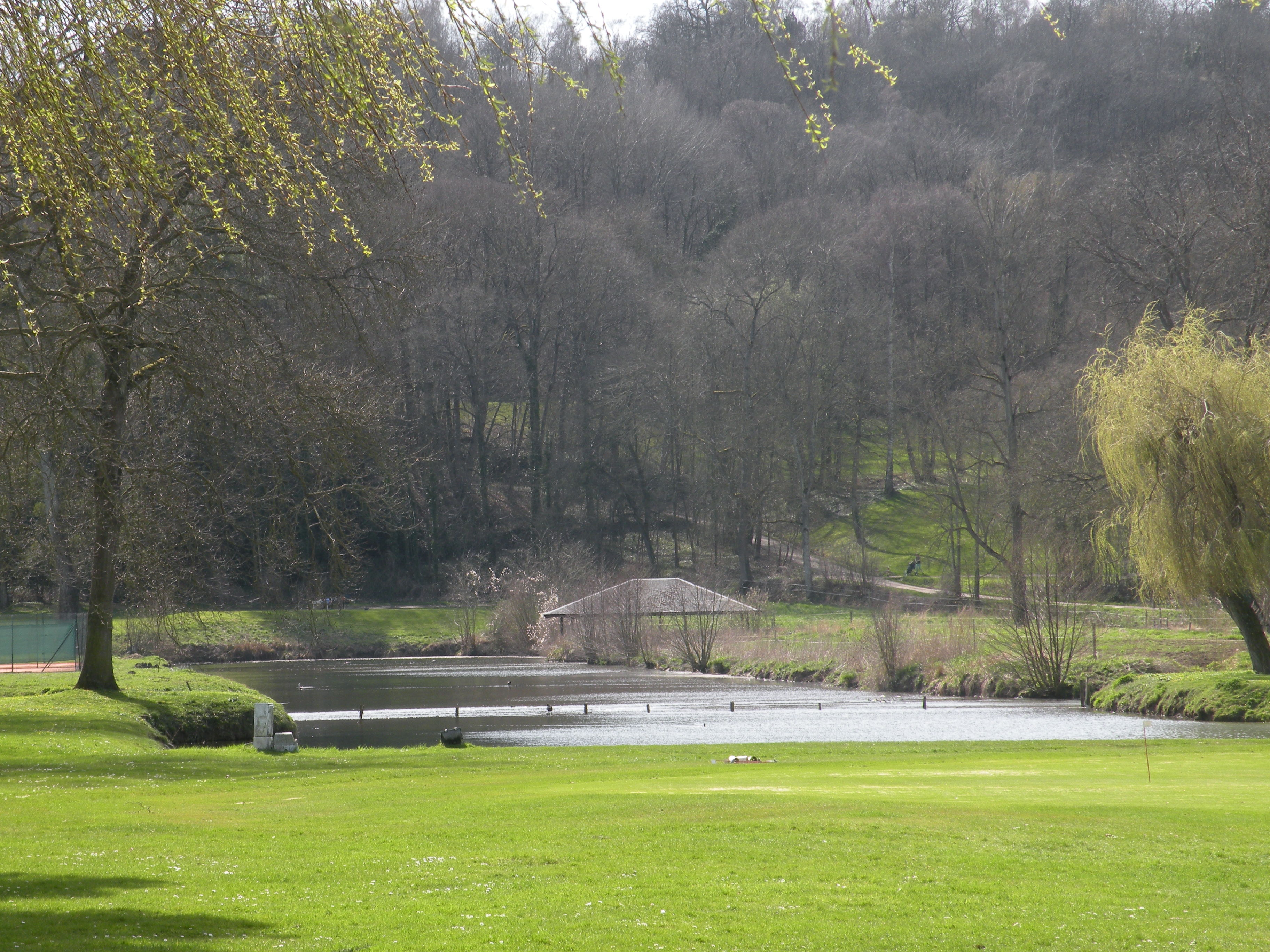
Vue sur une partie du parc.

Le château est construit vers le XVIe siècle dans le style Renaissance. Au fil du temps le château a été considérablement restauré et transformé.
Il a appartenu aux comtes de Chaumont puis aux ducs de Longueville puis aux princes de Conti. Il a été la résidence de Monsieur, frère du roi Louis XIV.
Il est bordé par la Troesne, la forêt de Trie-Château et les champs de Chaumont-en-Vexin.
Il a actuellement la vocation d'hôtel pour le centre de loisirs du "golf de Bertichères" qui propose entre autres des activités équestres, piscine, tennis… Ainsi, au titre des concours de saut d'obstacles, la 6e édition du Royal Jump s'y déroule entre le 30 mai et le 2 juin 2024.
Le château sert de lieu de tournage pour l'émission de télévision Les Cinquante sur W9, diffusée à partir de 2022.

## Les dépendances

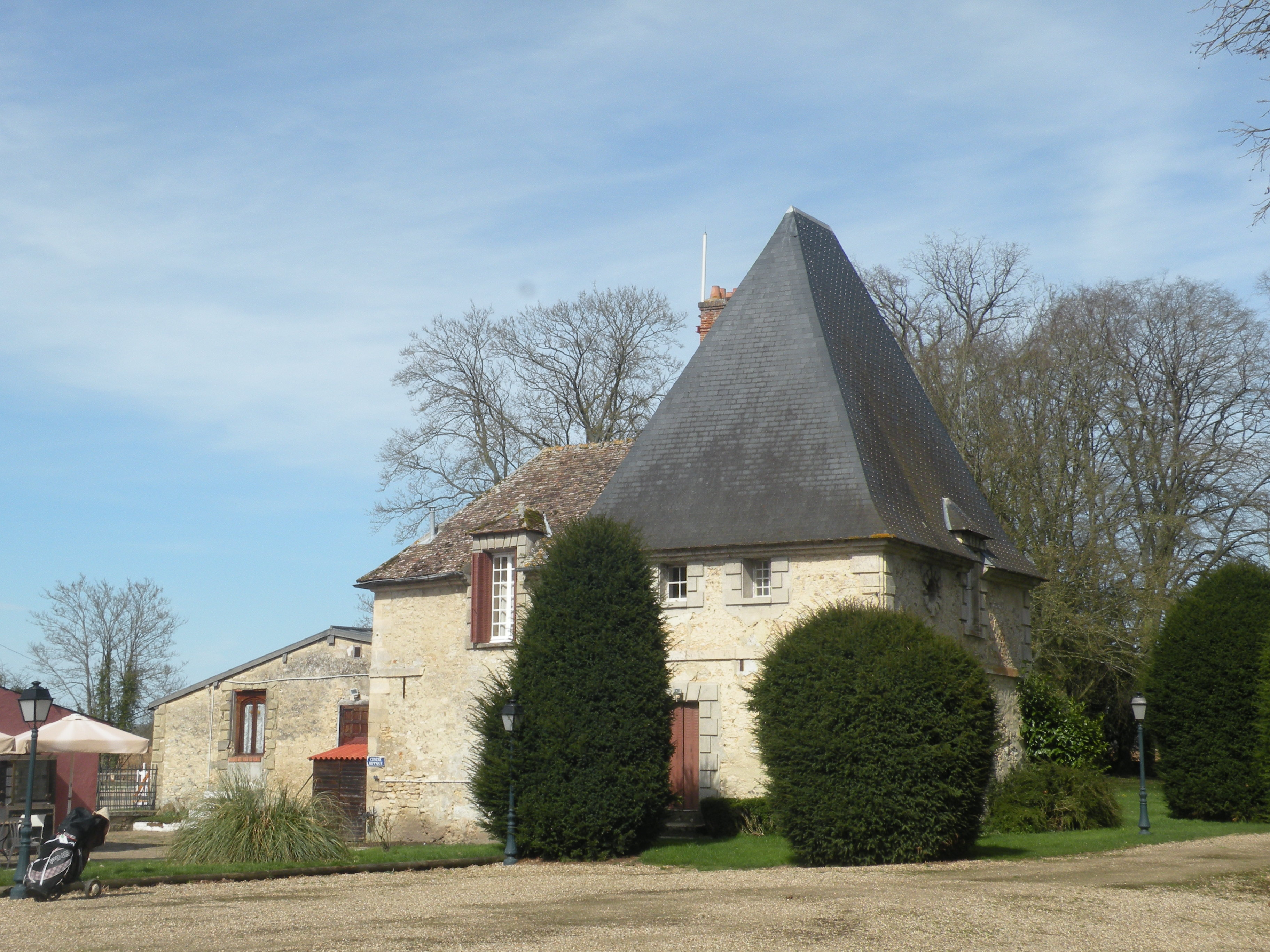
Une des dépendances.

Seule, la ferme a conservé son aspect d'origine. Elle comporte une grange et un colombier datant du XVIe siècle, une écurie du XVIIe siècle et de 2 bâtiments agricoles du XIXe siècle, dont l'un est accolé  au pavillon d'entrée de "Style Louis XIII". 
La grange, bâtie en moellons, conserve une charpente à chevrons portant fermes. Le colombier s'apparente par son architecture à la grange.
La grange et le colombier de la ferme du château sont les bâtiments qui font l'objet d'une inscription au titre des monuments historiques par arrêté du 17 décembre 1999.

## La chapelle Saint-Eutrope

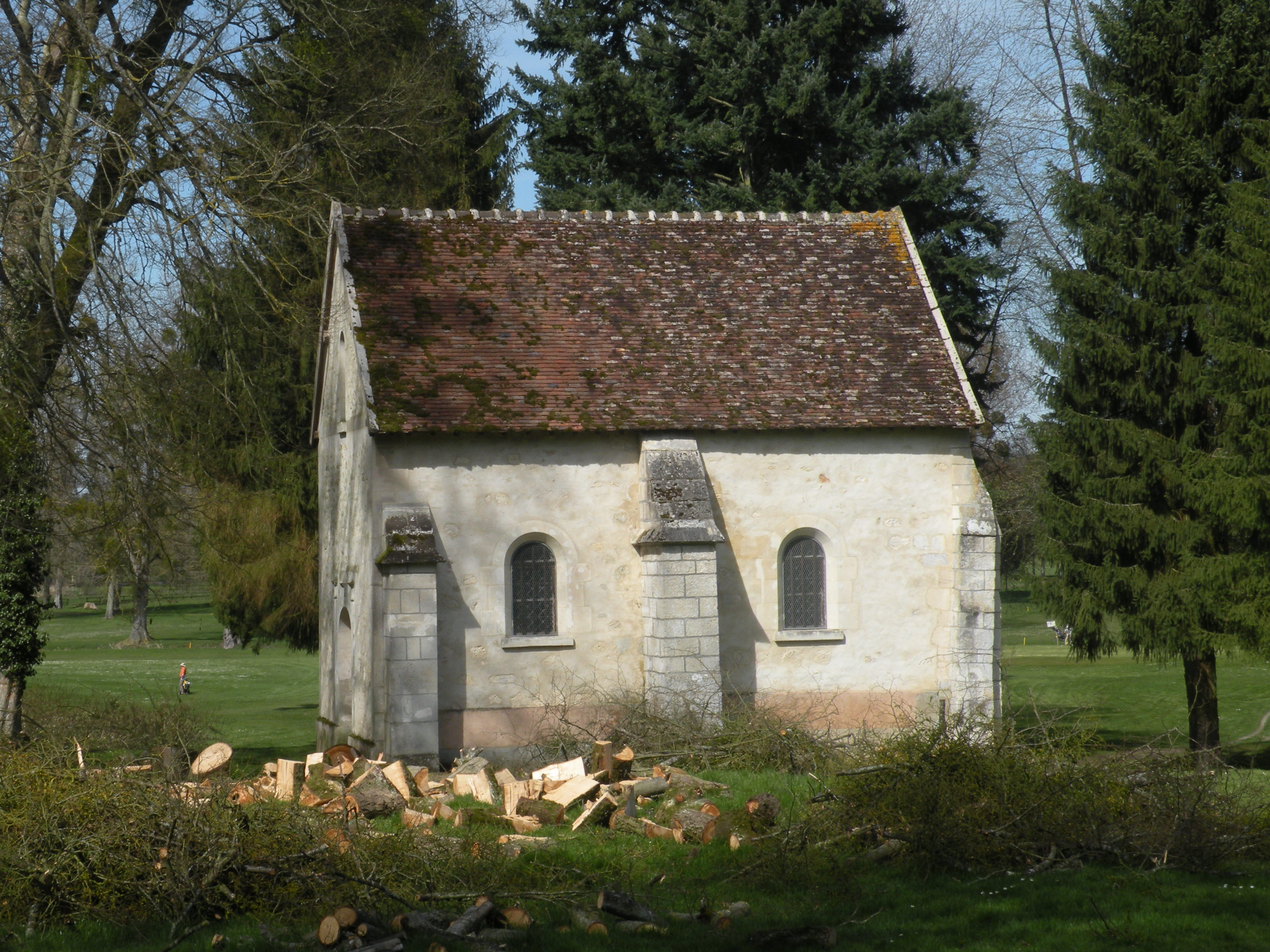
La chapelle Saint-Eutrope.

Au centre des pistes de golf se trouve une chapelle romane du XIIe siècle dédiée à Saint Eutrope. Elle est l'objet de pèlerinage annuel le 30 avril.